# Рутина (Код Лиоко)
Рутина (фр. Routine) је двадесет друга епизода прве сезоне серије Код Лиоко.

## Опис
Торањ у шумском сектору Лиока је активиран, који бране мегатенк и блокови. Лиоко ратници, користећи стратегије раздвајања, ефикасно их уништавају без великих потешкоћа. Након што су препреке уклоњене, може да се заврши посао. Још један напад заустављен; Аелита деактивира торањ и покренут је повратак у прошлост.
Међутим, моралитет групе је веома низак. Доста им је доживљавања истих дана изнова и изнова, истих часова, истих глупих примедби од стране Сиси… Улрик је нарочито уморан. Осећа се остављено када његови пријатељи одбијају да напусте школски простор да удахну свежег ваздуха. Разочаран, он се враћа у спаваћу собу. Не могавши више да издржи, признаје свој умор Оду и осећај да увек доживљава исте дане и како је тужно видети како се његова веза са Јуми распада, али је Од тада заспао.
Улрик тражи нешто да се смири; ни туширање нити ходање кроз ходнике нису од помоћи. Ипак, када се случајно срео са девојком по имену Емили, обоје изгледају заинтересовано за једно друго. Улрик се пита да ли је она луда за њим… А у фабрици се чују буке, један од Ксениних спектара излази из суперкомпјутера, иде у лабораторију и улази у терминал.
Следећег дана, Јуми гледа у Улрика који изгледа да се добро слаже са Емили и да проводи са њом доста времена заједно. Сиси, такође љубоморна као и Јуми, пали ватру тврдњама које се Јуми дефинитивно неће допасти! Сиси је уверава да су Емили и Улрик били у тајној вези два месеца. Док је јапанској тинејџерки дошла „жута минута“, откривен је Ксенин напад у пустињском сектору. Џереми то каже својим пријатељима, узнемирен због активности опаког вируса. Јуми искористи прилику и одлази у потрагу за Улриком и Емили. Покушавајући да одведе свог пријатеља, она га обавештава о ситуацији. Разговор се брзо претвара у тешку свађу! Јуми криви Улрика што јој није рекао о његовој вези са Емили, а он одговара да то није њен посао, јер је гледала на Улрика само као пријатеља. Чим Улрик крене да одлази, Јуми постаје тужна. Она иде у фабрику, а затим Улрик далеко иза ње, наизглед још преокупиран.
У фабрици, Јуми и Улрик пажљиво избегавају једно друго. Џереми, са друге стране, мало је забринут због тога што напад још није идентификован; ништа сумњиво се није догодило, а катастрофа није на видику. Када Од шаљиво каже да Ксена можда манипулише Емили да растави групу, избија нова свађа. Услед овога, Џереми, коме је пукао филм, наређује да сви сместа иду у Лиоко; нико се не усуди да му се супротстави.
Џереми виртуелизује своје пријатеље у пустињски сектор и установи да је при процесу дошло до грешке. Аелита зато иде у оближњи торањ са остатком групе. На путу до торња, Џереми идентификује Ксенин напад; злоћудни вирус је инфицирао сопствени суперкомпјутер, значећи да може нешто да ужасно крене по злу. Осим тога, када Аелита уђе у торањ, она схвати да на терминалу сада има информације о Ксениним чудовиштима и схвата зашто је Ксена напао суперкомпјутер; Ксена је саботирао програм за девиртуелизацију: то значи да ниједан Лиоко ратник не сме да се девиртуализује или ће заувек да нестане. Поред тога, Од је већ претрпео педесет поена оштећења од ласера канкрелата. Схвативши да треба да сарађују, иду ка торњу док Џереми безуспешно покушава да поправи грешку. Када су се сместили иза дине, схвате да торањ чувају два мегатенка и краба и веома је рискантно. У међувремену, Џереми покушава да поправи проблем на трећем подспрату у соби са суперкомпјутером.
У Лиоку, Од и Улрик успевају да униште мегатенкове док се Јуми бори са крабом. На Земљи, Џереми скоро успе да исправи суперкомпјутер али га Ксена нападне струјним шоком. У међувремену у Лиоку, Јуми успева да уништи крабу, али је она у исто време погоди и одбаци ка дигиталном мору. На срећу Улрик брзо иде да је ухвати за руку. Док Аелита улази у торањ, он је повуче на чврсто тло и схватају да су се коначно помирили. Прво чекајући, млади пар затвара очи док им се усне приближавају. Али до пољупца никада није дошло, јер се враћају у прошлост.
Након повратка на Земљу, помиривши се, Јуми и Улрик обећавају да ће задржати оно што се десило као тајну.

## Емитовање
Епизода је премијерно емитована 28. јануара 2004. у Француској. У Сједињеним Америчким Државама је емитована 18. маја 2004.